# Alan Smith (allenatore di calcio)
Alan Smith (28 dicembre 1946) è un allenatore di calcio inglese.

## Carriera
Dal 1975 al 1977 lavora come vice al Wimbledon FC; nel 1977 diventa allenatore dei dilettanti del Dulwich Hamlet, incarico che ricopre fino al 1981, vincendo la Isthmian League Division One nella stagione 1977-1978 e rimanendo nella Premier Division della Isthmian League nel triennio successivo.
Nell'estate del 1983 viene ingaggiato da Alan Mullery per fargli da vice al Crystal Palace, club della seconda divisione inglese, nel quale contemporaneamente al ruolo ricoperto in prima squadra allena anche nelle giovanili; rimane con il medesimo ruolo anche dopo che Mullery nel 1984 viene sostituito in panchina da Steve Coppell, che nel 1989, in seguito alla promozione in prima divisione ottenuta al termine della stagione 1988-1989, gli fa abbandonare il ruolo di allenatore nelle giovanili per fare solo da vice alla prima squadra, incarico che Smith ricopre fino al 3 giugno 1993, quando, in seguito alle dimissioni di Coppell, viene promosso ad allenatore della squadra, inizialmente ad interim e poi in modo stabile: ricopre infatti l'incarico per tutte le stagioni 1993-1994 e 1994-1995, la prima delle quali conclusasi con la vittoria della seconda divisione inglese e la seconda con un diciannovesimo (e quartultimo) posto in classifica in Premier League con 48 punti, comunque non sufficienti ad evitare la retrocessione in seconda divisione dopo un solo anno in massima serie, pur essendo, all'epoca, il più alto punteggio in classifica mai ottenuto da un club retrocesso nella seconda divisione inglese; in questa seconda stagione la squadra si qualifica inoltre alla semifinale della Coppa di Lega inglese, persa contro il Liverpool futuro vincitore del trofeo, ed alla semifinale di FA Cup, persa contro il Manchester Utd.
I buoni risultati nelle coppe nazionali non bastano però ad evitare l'esonero di Smith, che però viene subito ingaggiato per la stagione 1995-1996 dal Wycombe, club di terza divisione, con cui conclude il campionato conquistando un dodicesimo posto in classifica; viene tuttavia esonerato nel settembre del 1996 dopo un inizio negativo della stagione 1996-1997. Nell'estate del 1997 viene ingaggiato dal Fulham come responsabile del settore giovanile, ricoprendo tale incarico fino all'estate del 2000, quando viene richiamato dal Crystal Palace, nuovamente al posto di Steve Coppell; la sua seconda esperienza con il club londinese, impegnato nella seconda divisione inglese, termina tuttavia il 29 aprile 2001 con un esonero, nonostante una nuova qualificazione alla semifinale di Coppa di Lega.
In seguito a questa seconda parentesi al Crystal Palace, Smith non ha ricevuto ulteriori incarichi stabili come allenatore, lavorando invece come consulente per il Middlesbrough nel 2009 e, dal 3 al 12 gennaio 2017, come allenatore ad interim del Notts County, che ha allenato per una sola partita (persa) di campionato, nella quarta divisione inglese.

## Palmarès

### Allenatore

#### Competizioni nazionali
- Campionato inglese di seconda divisione: 1

Crystal Palace: 1993-1994

#### Competizioni regionali
- Isthmian League Division One: 1

Dulwich Hamlet: 1977-1978